# Dioscorea pringlei
Dioscorea pringlei là một loài thực vật có hoa trong họ Dioscoreaceae. Loài này được C.B.Rob. mô tả khoa học đầu tiên năm 1894.